# Olimpo della Misia
Il monte Olimpo della Misia (o Uludağ o anche Olimpo di Bitinia) è una montagna della Turchia occidentale, vicina alla città di Bursa. È alta 2543 m.
È sede della più importante stazione per sport invernali della Turchia.

## Etimologia
Il nome turco Uludağ (pronuncia 
turca: [ˈuɫudaː], all'incirca uludaa) viene da ulu (potente) e dağ (montagna), quindi grande montagna).
Esiste anche un altro nome turco di questa montagna, Keşiş Dağı (montagna dei monaci), che viene ancora usato occasionalmente.
Il nome tradizionale greco e latino combina la parola olimpo, largamente usata nel mondo greco per indicare montagne elevate, con il nome della regione storica in cui si trova (la Misia in senso proprio, la Bitinia in senso estensivo). Talvolta veniva usato il termino "Olimpo di Misia" per indicare la vetta più occidentale e "Olimpo di Bitinia" per indicare la vetta più orientale. La città di Bursa veniva chiamata Prusa ad Olympum.

## Geologia
L'Olimpo della Misia è un vulcano spento. Ancora oggi si trovano nell'area sorgenti termali.

## Parco nazionale
La regione dell'Uludağ è protetta in forma di parco nazionale.
Tra l'altro, sono presenti diverse specie di avvoltoi e di aquile.
Per quanto riguarda la flora, si passa dalla macchia mediterranea in basso fino alle foreste di conifere (importante la presenza di una rara sottospecie, Abies nordmanniana equi-trojani) alle quote più alte.